# Рангеоморфи
Рангеоморфи (Rangeomorpha) — група вимерлих організмів, що існувала у пізньому протерозої (600-500 млн років тому). Зовні вони були схожі на сучасних коралів з ряду морських пір'їн (Pennatulacea), але належали до так званих вендобіонтів — живих істот із невизначеною спорідненістю з нинішніми організмами. Рангеоморфи є основним компонентом едіакарської фауни, де становлять приблизно 80% скам'янілостей.

## Опис
Рангеоморфи були сидячими істотами, які досягали не більше 10 см, у більшості випадків нагадували листя папороті або тривимірні кущі та зазвичай були прикріплені до морського дна за допомогою диска. Найбільша форма, чарнія, могла досягати до одного метра заввишки. Ріст рангеоморф подібний до фракталів, тобто бічні гілки, що відгалужуються від центральної осі, показали дивовижну самоподібність або високу масштабну інваріантність до центральної осі, як і бічні гілки до більших бічних гілок. 
Кевін Дж. Петерсон і його колеги підозрюють, що рангеоморфи поглинали поживу всією своєю поверхнею, подібно до грибкового міцелію. Ймовірно, вони були здатні до вегетативного розмноження. Ниткоподібні структури , як правило, товщиною від 100 до 1000 мікрометрів і довжиною від двох до 40 сантиметрів, які з'єднували окремі «кущі» один з одним, могли служити для розмноження або обміну поживними речовинами.

## Екологія
Існує гіпотеза, що рангеоморфи жили в глибинах океанів і були нездатні до пересування. Здається, у них не було ніяких репродуктивних органів; можливо, вони розмножувалися безстатевим шляхом. Спільноти рангеоморфів, мабуть, були подібні за структурою до спільнот сучасних сидячих тварин, але все ще важко встановити морфологічні зв’язки з будь-якою сучасною групою тварин. Багато вчених також стверджують, що рангеоморфи можуть бути вимерлою групою за межами відомих царств, можливо, біля основи тварин і грибів.